# Hygrotus fresnedai
Hygrotus fresnedai là một loài bọ cánh cứng trong họ Bọ nước. Loài này được Fery miêu tả khoa học năm 1992.